# چوی کانگ هی (بازیگر)
چوی کانگ هی (کره‌ای: 최강희؛ زادهٔ ۵ مهٔ ۱۹۷۷) بازیگر اهل کره جنوبی است. وی از سال ۱۹۹۵ میلادی تاکنون مشغول فعالیت بوده‌است. از آثاری که در آنها ایفای نقش کرده‌است می‌توان به مراقب رئیس باش و هفتمین عامل غیرنظامی اشاره کرد.